# Oberlainsitz
Oberlainsitz ist eine Ortschaft in der Marktgemeinde St. Martin im Bezirk Gmünd in Niederösterreich mit 113 Einwohnern (Stand 1. Jänner 2024)..

## Geografie
Die von der Lainsitz durchflossene Streusiedlung befindet sich knapp nördlich von Bad Großpertholz und wird von der Gmünder Straße erschlossen. Die Ortschaft besteht aus einer Häuserzeile links der Lainsitz, die über die Gmünder Straße leicht erreichbar sind, und weiters aus den Lagen Froschau, Kaineder, Raingrube, Windhof und mehreren unbenannten Lagen rechts der Lainsitz, wo auch die Trasse der Waldviertler Schmalspurbahn vorüber führt. Zusätzlich zählt auch die Lage Kranberg am Fuß des Wachberges (931 m ü. A.) zur Ortschaft.
Knapp unterhalb des Ortes mündet der aus Mühlbach kommende Mühlbach von rechts in die Lainsitz.
Am 1. April 2020 umfasste die Ortschaft 53 Adressen.

## Geschichte
Der Ortsname steht vermutlich im Kontrast zum Amt Lainsitz, das die Orte unmittelbar südlich und östlich von Weitra umfasste und bis Schöllbüchl reichte. Oberhalb (südlich) dieses Gebietes lag dann der Ort Oberlainsitz.
Vor 1848 war Oberlainsitz der Herrschaft Weitra unterstellt und auch die Landgerichtsbarkeit wurde von der Herrschaft Weitra ausgeübt.

## Persönlichkeiten
- Robert Sara (* 1946), ehemaliger Fußballspieler und nunmehriger Trainer, wurde hier geboren